# آکواریوم ونکوور

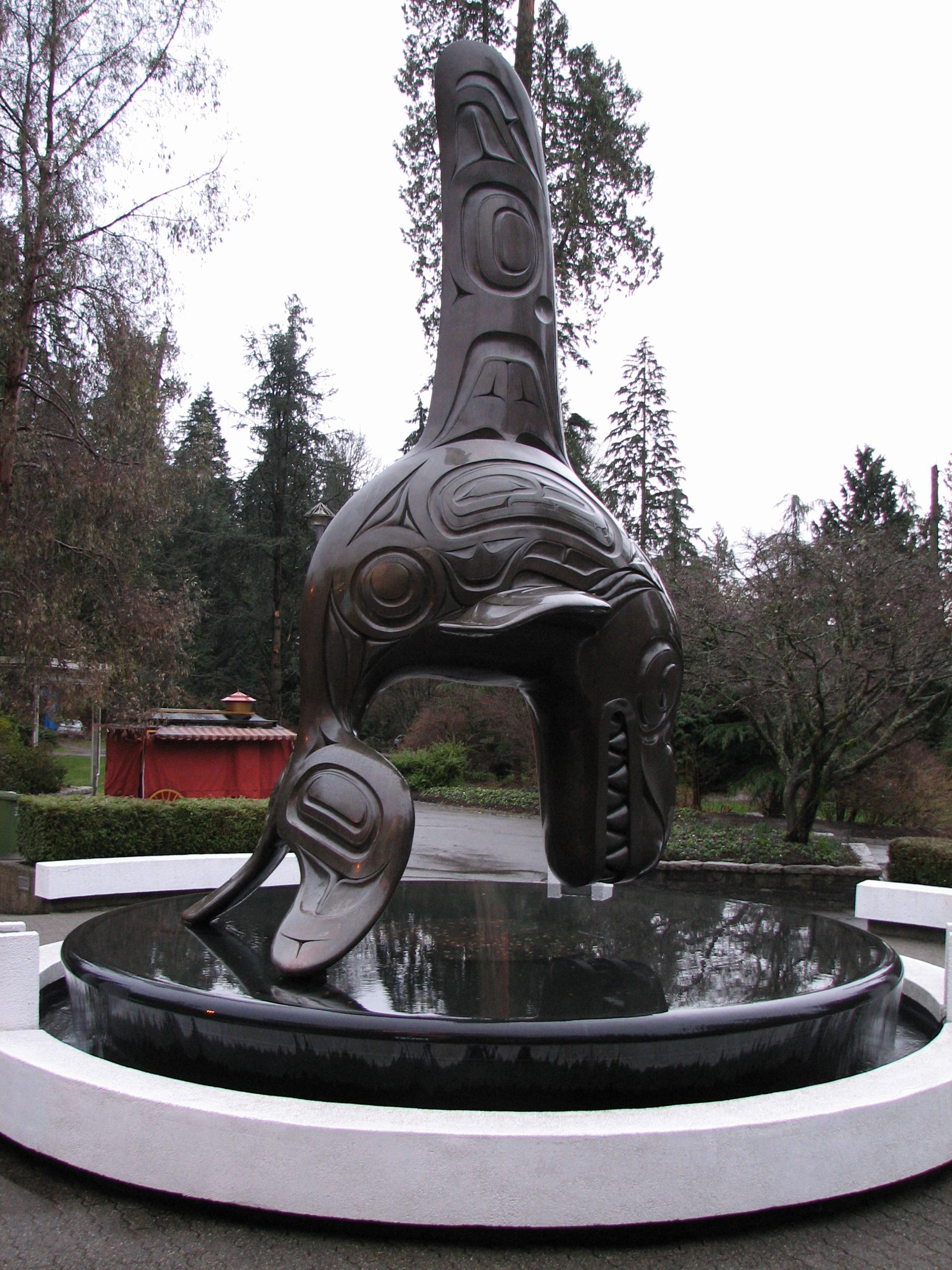
مجسمه نهنگ قاتل در مقابل آکواریوم، اثر بیل رید

آکواریوم ونکوور (انگلیسی: Vancouver Aquarium) با نام رسمی مرکز علوم دریایی آکواریوم ونکوور (انگلیسی: Vancouver Aquarium Marine Science Centre) یک آکواریوم در پارک استنلی واقع در ونکوور بریتیش کلمبیای کانادا است. این مرکز علاوه بر اینکه به عنوان یک جاذبه توریستی برای ونکوور محسوب می‌شود، مرکز تحقیقات دریایی و حفاظت از محیط زیست و توانبخشی حیوانات دریایی نیز بشمار می‌رود.
آکواریوم ونکوور یکی از اولین مکان‌هایی است که فعالیت حرفه‌ای در طبیعت را با گالری‌های نمایشی ترکیب کرد و به تفسیر رفتارهای حیوانات پرداخت.
پس از خانه آبزیان باغ وحش لندن که تا به حال همچنان به‌طور منظم «نمایش عمومی» برگزار می‌کند آکواریوم ونکوور نخستین مکانی است که بر اساس آموزش و استخدام تمام وقت طبیعت شناسان بنیاد گذاشته شده‌است. آکواریوم ونکوور پروژه‌های تحقیقاتی گسترده‌ای را در سراسر جهان از جمله نجات و توانبخشی پستانداران دریایی برگزار می‌کند.
در ۹ اوت ۲۰۱۰ استفان هارپر نخست وزیر وقت کانادا و گوردون کمپبل نخست وزیر وقت بریتیش کلمبیا اعلام کردند بودجه آکواریوم ونکوور تا ۱۵ میلیون دلار است.
در اکتبر ۲۰۰۹ آکواریوم ونکوور به عنوان یک مرکز آموزش ساحلی آمریکا توسط آژانس حفاظت محیط زیست ایالات متحده آمریکا تعیین شد. به عنوان اولین مرکز آموزشی در کانادا این نقش برای تقویت همکاری کانادا و آمریکا برای حفاظت و احیای مشترک منابع اقیانوس در نظر گرفته شده‌است.

## تاریخچه آکواریوم

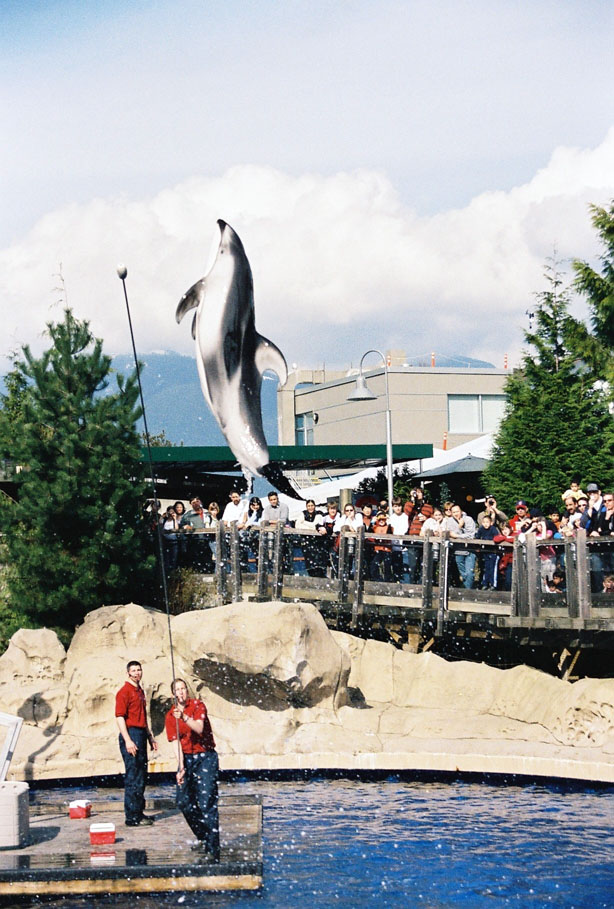
دلفین آکواریوم ونکوور در سال 2007

انجمن آکواریوم همگانی ونکوور در سال ۱۹۵۰ توسط دانشگاه بریتیش کلمبیا تشکیل شد. پس از دریافت کمک‌های ۱۰۰٫۰۰۰ دلاری از هر یک از سه سطح دولت کانادا (شهرداری ونکوور، دولت استانی بریتیش کلمبیا و دولت فدرال کانادا) در ۱۵ ژوئن سال ۱۹۵۶ افتتاح شد. روبان افتتاح توسط وزیر فدرال شیلات جیمز سینکلر بریده شد. مارگارت دختر ۷ ساله سینکلر نیز در این مراسم حاضر بود (او بعدها با نخست وزیر کانادا پیر ترودو ازدواج کرد و نخست وزیر کانادا جاستین ترودو را به‌دنیا آورد).

## امکانات آکواریوم
آکواریوم ونکوور حدود ۹٬۰۰۰ متر مربع را پوشش می‌دهد و در مجموع ۹٬۵۰۰٬۰۰۰ لیتر آب در ۱۶۶ آکواریوم را به نمایش می‌گذارد. گالری‌های مختلف و متعدد در زمان‌های مختلف و در طول تاریخ آکواریوم ساخته شده‌اند.

### گالری اقیانوس آرام کانادا
این مرکز متشکل از یک مخزن ۲۶۰٬۰۰۰ لیتری است که در داخل سالن نمایشگاه به‌طور مستقیم در مجاورت ورودی قرار دارد. ماهی‌ها وبی‌مهرگان از تنگه جرجبا در این گالری نمایش داده شده‌است.

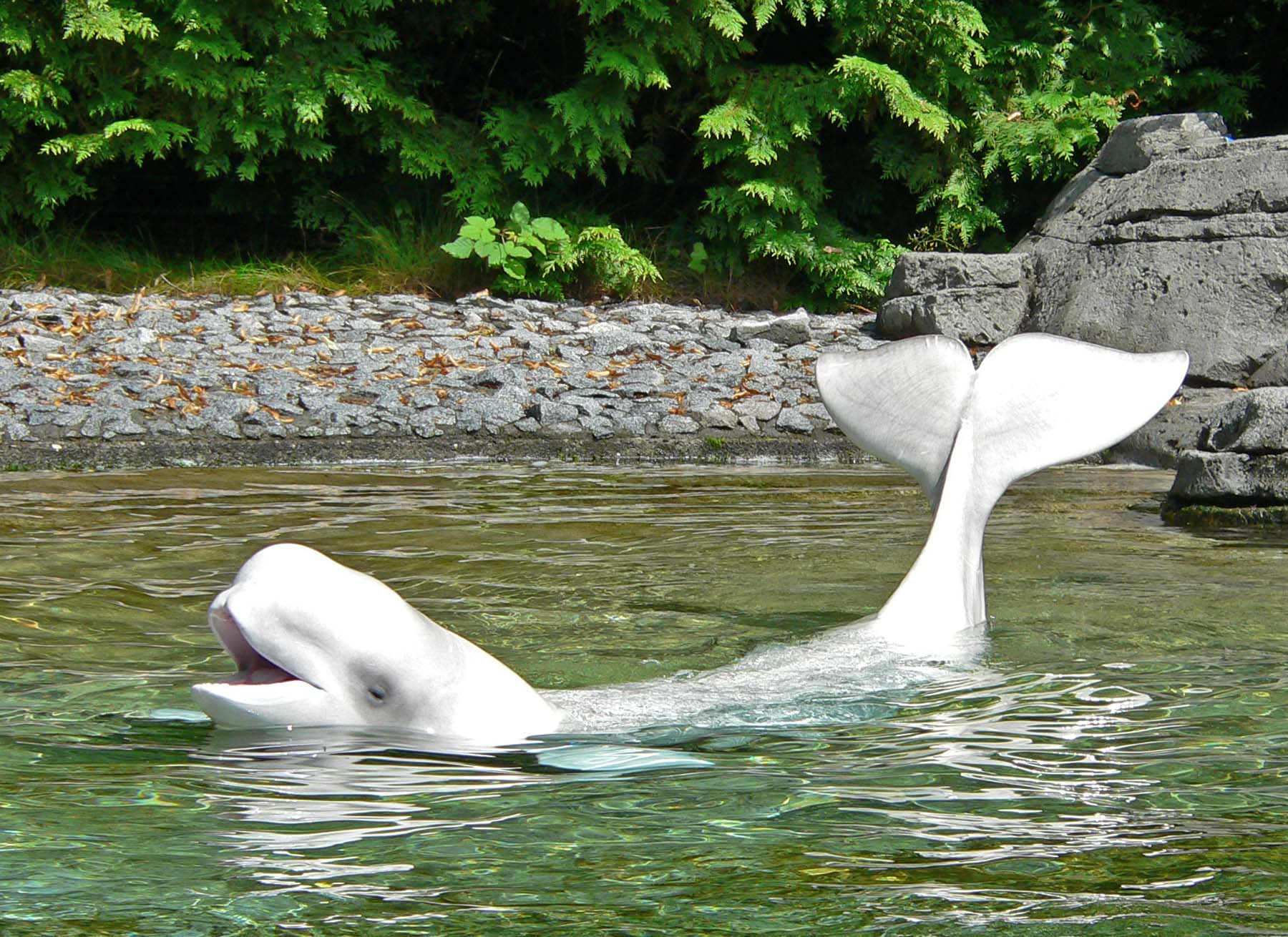
نهنگ سفید در آکواریوم ونکوور

### قطب شمال کانادا
در اصل این گالری نهنگ‌های سفید به همراه چندین نهنگ غیرزنده را نمایش می‌دهد. در اکتبر سال ۲۰۰۹ یک نمایشگاه جدید در این محل افتتاح شد که چند گونه دیگر از آب‌زیان قطب شمال شامل ماهیان و بی‌مهرگان همراه با نمونه‌های غیر زنده نمایش داده شد.

### جایگاه پنگوئن‌ها
با الهام از تخته‌سنگ‌های ساحلی این گالری ویژگی‌های پنگوئن‌های آفریقایی را به نمایش می‌گذارد.

### وحوش ساحلی
این گالری شامل چندین استخر است که در آن دلفین پهلوسفید اقیانوس آرام، سمور دریایی و گرازماهی بندر زندگی می‌کنند که به‌طور دائم نمایش داده می‌شوند و بازدید کنندگان قادر به لمس آنان هستند. چندین گونه دیگر (فک بندرگاه، شیر دریایی اشتلر و فک خزپوش شمالی) در این منطقه در حال چرخش و نمایش هستند.

### گنجینه‌های ساحل بریتیش کلمبیا
این گالری شامل یک سری نمایشگاه‌های مجزا است که فضاهای مختلف محیط‌های آبی ساحل بریتیش کلمبیا را شبیه‌سازی کرده‌اند. اختاپوسهای کارولینای شمالی، ستاره‌های دریایی، جوجه‌تیغی‌های دریایی و شقایق‌های دریایی در میان حیوانات اینجا هستند.

### منطقه استوایی
این گالری شامل یک نمایشگاه بزرگ از ماهی‌های استوایی و حیوانات دیگر از جمله کوسه نوک سیاه صخره و یک لاک‌پشت دریایی سبز است.

### جنگل‌های بارانی آمازون
تعدادی از آبزیان آب شیرین، مارها، کیمنها، تنبلها، پرندگان و دیگر موجودات از آمازون ساکن این گالری هستند.

### گالری قورباغه‌ها برای همیشه
این گالری یک نمایشگاه متمرکز بر مشکلات جمعیت جهانی قورباغههاست که تلاش می‌کند نشان دهد که چگونه مردم می‌تواند به حفاظت از قورباغه‌ها و دوزیستان کمک کنند. این گالری شامل ۲۶ گونه از دوزیستان از سراسر جهان است.

### گالری اکتشاف کاناکورد
این گالری منزلگاه عروس‌های دریایی، ماهی‌ها و سایر حیوانات است. سینمای چهار بعدی و محل بازی کودکان در اینجا دایر است افزون برآن چند کلاس درس برای گروه‌های مدرسه‌ای و همچنین آزمایشگاه آموزشی که شامل هر دو روش معمول آموزشی مانند کامپیوتر و میز و صندلی همراه با حیوانات زنده و آثار مختلف در این محل موجود است.